# Penango
Penango ist eine Gemeinde in der italienischen Provinz Asti (AT), Region Piemont.

## Lage und Einwohner
Penango liegt 17 km nördlich von der Provinzhauptstadt Asti entfernt und hat 440 Einwohner (Stand 31. Dezember 2023). Das Gemeindegebiet umfasst eine Fläche von neun km². Die Nachbargemeinden sind Alfiano Natta, Calliano, Grana, Grazzano Badoglio und Moncalvo.

## Kulinarische Spezialitäten
Bei Penango werden Reben der Sorte Barbera für den Barbera d’Asti, einen Rotwein mit DOCG Status, sowie für den Barbera del Monferrato angebaut.